# Mariscala de Juárez
Mariscala de Juárez là một đô thị thuộc bang Oaxaca, México. Năm 2005, dân số của đô thị này là 3140 người.